# Microchilus gentryi
Microchilus gentryi är en orkidéart som beskrevs av Paul Ormerod. Microchilus gentryi ingår i släktet Microchilus och familjen orkidéer. Inga underarter finns listade i Catalogue of Life.